# Новый Яр
Новый Яр (укр. Новий Яр) — село в Яворовской городской общине Яворовского района Львовской области Украины.
Население по переписи 2001 года составляло 65 человек. Занимает площадь 0,021 км². Почтовый индекс — 81023. Телефонный код — 3259.

## История
В 1946 г. Указом ПВС УССР село Новый Яжов переименовано в Новый Яр.